# Antropologia seksualności
Antropologia seksualności – subdyscyplina antropologii, zajmująca się seksualnością człowieka w rozległych kontekstach kulturowych i społecznych, np. etyki, władzy, praw człowieka, zdrowia, edukacji, tożsamości. Uznaje, że biologia warunkuje i ogranicza ludzką seksualność, ale tworzenie i postrzeganie wzorców życia seksualnego jest kształtowane społecznie. Czerpie z ustaleń innych dyscyplin i dziedzin naukowych, np. biologii, medycyny, seksuologii, psychologii, socjologii seksualności, gender studies, teorii queer czy antropologii feministycznej. Często wiąże się z antropologią zaangażowaną, antropologią stosowaną i antropologią publiczną.

## Definiowanie seksualności

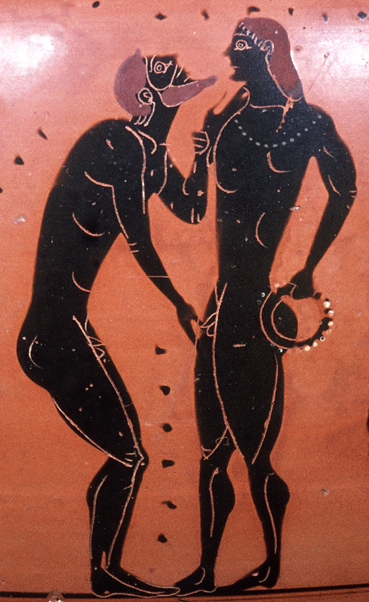
Kochankowie przedstawieni na starożytnej greckiej amforze

Wszystkie społeczeństwa tworzą normy regulujące życie erotyczne, a seksualność jest przedmiotem oceny moralnej. Dla starożytnych Greków seks był jednym z wielu elementów życia. Na początku XX w. Zygmunt Freud pisał, że „Najgłębsza różnica między życiem miłosnym świata starożytnego a naszym polega na tem, że starożytni kładli nacisk na sam popęd, my zaś kładziemy na jego przedmiot”. W starożytności ważny był sam akt seksualny, a nie jego uczestnicy. Przyjemność nie mogła być przesadzona w stosunku do naturalnych potrzeb. Zwracano także uwagę na pełnioną podczas stosunku rolę aktywną lub pasywną. Osoby przyjmujące rolę pasywną były odrzucane przez to, że musiały zachowywać się w sposób przypisywany kobietom lub dzieciom, a nie przez swoją homoseksualność. Podejście takie jest widoczne w wielu kulturach, także współczesnych. Od I w. n.e. wraz z rozwojem zachodniego chrześcijaństwa wzrastała dezaprobata dla współżycia podejmowanego jedynie dla przyjemności. Za cel seksu uznawana była reprodukcja, a seks pozamałżeński uznawany był za grzech. Reprodukcyjne podejście do seksualności jest wciąż obecne. W latach 50. XX w. krytykował je Alfred Kinsey. Zwracał uwagę, że ignorowanie przez biologię i psychologię czynności seksualnych nieprowadzących do reprodukcji oraz uznawanie zachowań heteroseksualnych za wrodzone i instynktowne prowadzi do postrzegania innych aktywności seksualnych jako odchyleń od normy. Reprodukcyjne postrzeganie seksu nie jest jednak obecne we wszystkich kulturach, np. Bronisław Malinowski w 1929 r. pisał, że Trobriandczycy nie widzieli związku pomiędzy współżyciem a reprodukcją. Chrześcijańskie rozumienie seksu i małżeństwa utrwaliło się w XII i XIII w. Wprowadzono normy, których przestrzeganie było egzekwowane przez władze religijne i świeckie. Szczegółowe zasady dotyczące życia seksualnego zostały ustalone przez teologów i kanonistów. W XVIII i XIX w. coraz częstsze było definiowanie normalności na podstawie hetero- i homoseksualności, zwłaszcza w społeczeństwach europejskich i północnoamerykańskich. Nastąpiła zmiana organizacji moralnej z religijnej na bardziej świecką, co wiązało się z powstaniem norm medycznych i psychologicznych. Pojawiły się nowe typy perwersji oraz tożsamości seksualnych. Powstały określenia „homoseksualizm” oraz „homoseksualista”, a ocena zaczęła dotyczyć psychologicznych skłonności, nie uczestnictwa w jednopłciowych stosunkach seksualnych.
Przełomowym momentem dla definiowania, postrzegania i badania seksualności było napisanie w latach 70. XX w. przez Michaela Foucaulta Historii seksualności. Ciało i seksualność zostały powiązane z historią i władzą, a tym samym przestały być tylko biologiczne i zaczęły być konstruowane społecznie. Foucault twierdził, że seksualność kształtuje się nie tylko na poziomie podmiotowości jednostek, ale również rozwoju społeczeństwa. Dzięki temu zaczęto zastanawiać się nie tylko nad zachowaniami seksualnymi, ale także samą ideą seksualności połączonej z innymi zjawiskami społecznymi. W tym samym czasie Ken Plummer stwierdził, że „nic nie jest seksualne, dopóki nie zostanie tak nazwane”. Według niego wszędzie powstają specyficzne kultury seksualne, kształtowane przez różnorodne czynniki związane z lokalnymi normami, tradycjami i historią. Ponadto wszystkie kultury tworzą dwa rodzaje ograniczeń dotyczących seksualności. Są to „ograniczenia kto” – określające, kogo można wybrać jako partnera – oraz „ograniczenia jak” – określające sposoby seksualnego współżycia. Mogą być kontrolowane prawnie i pozaprawnie, formalnie lub nieformalnie. Zazwyczaj nie dotyczą całego społeczeństwa, np. są różne dla mężczyzn i kobiet, dorosłych i dzieci. Tworzą one granice, w których konstruowane jest życie seksualne, są jednak teoretycznymi normami, a nie praktycznymi wskazówkami. Jeffrey Weeks uważa, że biologia wyznacza seksualności granice tego, co możliwe, ale możliwości te są przekształcane za pośrednictwem organizacji społecznej i dzięki niej zyskują znaczenie. Określił pięć najważniejszych obszarów w organizowaniu seksualności.
1. Systemy pokrewieństwa, powinowactwa i rodziny – najbardziej podstawowe i niezmienne formy wychowania i wzorów życia seksualnego.
2. Organizacja ekonomiczna i społeczna – podstawowe warunki i granice organizacji życia seksualnego.
3. Regulacje społeczne – religijne i świeckie normy dotyczące życia seksualnego.
4. Interwencje polityczne – formalne i nieformalne metody prawnej kontroli życia seksualnego.
5. Kultury oporu – źródło sprzeciwu wobec panujących kodeksów moralnych.

Weeks pisze, że historyczne podejście zapoczątkowane przez Foucaulta i spojrzenie na seksualność w kontekście władzy pozwala stwierdzić, że społeczeństwa coraz bardziej interesują się życiem seksualnym jednostek i tworzą złożone metody zarządzania nim, co prowadzi do interwencji prawnych, medycznych i naukowych. Seksualność staje się coraz bardziej istotna nie tylko moralnie i społecznie, ale także politycznie. Według niego dyskusje o seksualności są dyskusjami o naturze społeczeństwa. Władza zarówno kontroluje zachowania seksualne obywateli, jak i wykorzystuje je do budowania swojej siły. Odbywa się to bezpośrednio, np. przez ustalanie warunków zawierania małżeństw, wykluczanie ze względu na tożsamość lub orientację seksualną, oraz pośrednio, np. przez odwołania do moralności. Procesy te są widoczne we wszystkich nowoczesnych typach rządów – kolonialnych, socjalistycznych, kapitalistycznych. Weeks wyróżnia trzy najważniejsze wektory władzy, które biorą w nich udział – klasę, płeć oraz rasę.

## Badanie seksualności

### Esencjalizm
Podejście esencjalistyczne było charakterystyczne dla ewolucjonistów w epoce wiktoriańskiej, jednak jego dominacja utrzymywała się do lat 90. XX w. Jego podstawą jest determinizm biologiczny, który wyraża się w przekonaniu, że seksualność jest naturalna i wrodzona, a tym samym jest trwała i nie ulega zmianom oraz uniwersalizm, który przejawia się w twierdzeniu, że we wszystkich kulturach podobne zachowania seksualne mają takie same podstawy i znaczenie. O seksualności mówi się w kategoriach popędów i skłonności. Badacze różnili się w poglądach na to czy popęd seksualny jest pozytywną siłą hamowaną przez kulturę (np. Havelock Ellis, Alfred Kinsey), czy negatywną siłą, która musi być powstrzymywana przez kulturę (np. Zygmunt Freud, Bronisław Malinowski). Siła seksualnej części ludzkiej natury nie była podawana w wątpliwość.
XIX w. to czas powstania seksuologii. Seksuolodzy byli zainteresowani przede wszystkim biologicznymi aspektami seksualności, jednak w swoich pracach poruszali do pewnego stopnia również aspekty społeczne i kulturowe, np. małżeństwo czy kazirodztwo. Moralność czasów wiktoriańskich spowodowała, że badacze zajmujący się seksualnością byli narażeni na utratę reputacji i wiarygodności. Prace na temat seksualności postrzegano jako mogące wzbudzać niechciane podniecenie. Akceptowane były teksty medyczne, w których używano języka łacińskiego do nazwania wszystkiego, co związane z seksualnością i seksem, np. autorstwa Richarda von Kraffta-Ebinga. Za nieprzyzwoite uważano prace napisane mniej naukowym językiem, zawierające wiele szczegółów, np. autorstwa Havelocka Ellisa. Również antropolodzy zainteresowani seksualnością musieli pisać o niej w kontekstach takich jak rodzina, małżeństwo czy pokrewieństwo. Ewolucjoniści próbowali poprzez badanie seksualności zrozumieć sposób rozwoju społeczeństwa. Zastanawiali się m.in. czy w przeszłości dominował promiskuityzm, czy monogamia oraz jak powstawała rodzina. Lewis Morgan twierdził, że wczesne społeczności charakteryzowały się promiskuityzmem oraz grupowym małżeństwem. Od wyniku tych rozważań zależało podejście do norm społecznych dotyczących seksualności w zachodnich i skolonizowanych częściach świata.

### Badania wpływu kulturowego
Podejście to zostało wyróżnione i nazwane przez Carole S. Vance. Pojawiło się na początku XX w. i wciąż pozostaje dominujące. W jego ramach dostrzeżono i zaczęto badać wpływy kultury na seksualność, jednak seksualność samą w sobie uznaje się za naturalną i nie jest ona problematyzowana. Uważa się, że zachowania seksualne są kształtowane kulturowo, jednak popędy seksualne są zdeterminowane biologicznie. Nie są kwestionowane uniwersalne kategorie takie jak heteroseksualność, homoseksualność czy popęd seksualny. Model ten wprowadził relatywizm kulturowy do badań seksualności, pozwolił na międzykulturowe porównania, a także stworzył podstawy do postrzegania seksualności w oddzieleniu od biologii i zapoczątkował rozwój konstruktywizmu społecznego.   

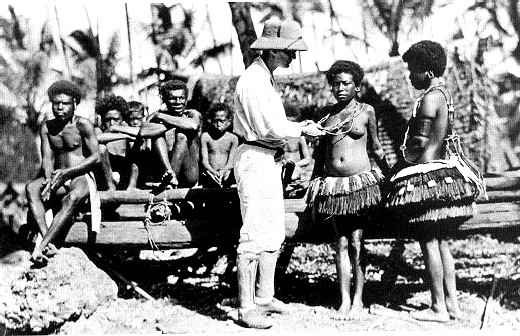
Bronisław Malinowski w towarzystwie Trobriandczyków

Prekursorami tego podejścia byli Bronisław Malinowski, Margaret Mead oraz Ruth Benedict. Ich prace miały duży wpływ na postrzeganie seksualności w zachodnim świecie oraz lepsze zrozumienie różnorodności wzorców seksualnych i kulturowych. Nie próbowali oni poznać historii zachodnich społeczeństw poprzez obserwację innych kultur, ale traktowali je jako odrębne i równoprawne, starając się zrozumieć zasady w nich panujące. Malinowski postrzegał seks jako potrzebę, którą zaspokajają instytucje stworzone w obrębie kultur. Badał mieszkańców Wysp Trobrianda, a jego prace dostarczają informacji o dzieciństwie, przedmałżeńskich praktykach seksualnych oraz zwyczajach erotycznych. Zauważył, że seks nie zawsze może być utożsamiany z małżeństwem, ponieważ w wielu społeczeństwach małżeństwo nie wiąże się z prawami seksualnym, a pozamałżeńskie zachowania seksualne są częścią normalnego zachowania. Wyrażało się to np. w aktywności przedmałżeńskiej, konkubinacie, ceremonialnych zachowaniach seksualnych czy prostytucji. Prace Malinowskiego nie są wolne od androcentryzmu, np. w Życiu seksualnym dzikich o menstruacji pisał „Mężczyzna nie miewa stosunku płciowego w czasie periodu”. Mead prowadziła badania na Samoa oraz Nowej Gwinei. Badała seksualność w kontekście reprodukcji, małżeństwa oraz rodziny, pisała o menstruacji, ciąży i menopauzie. Najważniejszym tematem jej prac jest wpływ wychowania na postawy dorosłych dotyczące seksualności o czym pisała m.in. w Dojrzewaniu na Samoa. Benedict we Wzorach kultury starała się wykazać, że pojęcie dewiacji seksualnej różni się w zależności od kultury i norm w niej obowiązujących. Kultury różnią się również tym, jak ściśle egzekwują istniejące normy. Twierdziła, że społeczeństwa zachodnie wydają się szczególnie skupione na normach seksualnych i kategoryzują je pod względem emocjonalnym, dlatego istnieją w nich pojęcia takie jak „przestępstwo seksualne”, „parafilia” i „dewiant seksualny”. Prace jej oraz jej zwolenników zawierają opisy zachowań seksualnych w innych kulturach, niewiele mówią jednak o tym, dlaczego są właśnie takie.

### Konstruktywizm społeczny
Podejście konstruktywistyczne zaczęło pojawiać się w latach 60. XX w., a utrwaliło się w drugiej połowie lat 70. XX w. Według konstruktywistów społecznie tworzone są tożsamości płciowe, bodźce seksualne, pożądanie seksualne, akty seksualne i seksualność sama w sobie. Żadne zachowania nie są więc w oczywisty i niekwestionowany sposób seksualne, seksualność jest w pełni produktem historii, społeczeństwa i kultury. Duży wpływ na rozwój tego modelu miały pytania stawiane przez badaczy z nurtu antropologii feministycznej, gender studies, teorii queer oraz aktywistów działających na rzecz praw kobiet i osób LGBT. Głównym celem tego modelu nie jest jednak znalezienie odpowiedzi, a dalsze zadawanie pytań i podważanie tego, co dotychczas wydawało się oczywiste oraz zerwanie z entocentryzmem i generalizowaniem euroamerykańskich przekonań i wyników badań na inne kultury.
Carole S. Vance dzieli konstruktywizm społeczny na trzy główne poziomy. Na poziomie podstawowym model ten uznaje, że takie same zachowania seksualne mają różne znaczenia oraz istotność społeczną w zależności od definiowania i rozumienia w konkretnych kulturach oraz okresach historycznych, a tym samym związek pomiędzy zachowaniem a tożsamością nie jest ustalony raz na zawsze. Na poziomie pośrednim twierdzi, że konstruowany jest również kierunek pożądania, np. wybór obiektu lub hetero- i homoseksualność. Niektórzy uważają jednak, że nasze pożądanie i zainteresowania seksualne są ustalone, a kulturowo tworzone są formy ich manifestowania, subiektywne doświadczenia oraz nadawane znaczenia. Natomiast na najbardziej radykalnym poziomie zakłada, że nie istnieją popędy wynikające z ciała i fizjologii. Bodziec seksualny jest tworzony przez kulturę i historię, a tym samym nie jest wrodzony ani konieczny. Jest to więc poziom najbardziej odcieleśniony. Biologia i fizjologia ustalają jedynie granice tego, co możliwe fizycznie dla antropologii jednak ważniejsze jest to, co możliwe kulturowo.
Prekursorami tego modelu w latach 60. XX w. byli Robert C. Suggs, Morris Edward Opler i William H. Davenport. W swoich pracach twierdzili, że kultura może zachęcać lub zniechęcać do wyrażania konkretnych zachowań i związków seksualnych. W latach 70. i 80. XX w. od zachowań seksualnych ważniejsze było ich kulturowe otoczenie, a tym samym uwaga badaczy przeniosła się z kategorii etic na kategorie emic. Badania miały na celu poznanie różnorodnych „kultur seksualnych”. Koncentrowały się na sieciach społecznych w celu poznania systemów znaczeń i zasad, które organizują możliwości interakcji seksualnych. Wykazały, że nie ma koniecznego związku między zachowaniami seksualnymi a tożsamością seksualną, ale może występować złożony związek między tożsamością seksualną a tworzeniem się społeczności seksualnych. Przedstawicielami podejścia konstruktywistycznego są np. Harriet Whitehead, Sherry Ortner, Ken Plummer, Gayle Rubin i Richard G. Parker.
W Europie oraz Stanach Zjednoczonych widać wyraźną tendencję przejścia od podejść esencjalistycznych do podejść konstruktywistycznych. Jednak esencjalizm wciąż pozostaje pierwszym sposobem myślenia o płci i seksualności, a skutki tego można zauważyć m.in. w braku konsekwencji stosowania w badaniach całościowej perspektywy konstruktywistycznej.

### Polscy badacze
Jedną z pierwszych polskich prac łączących etnologię i antropologię kulturową z płcią i seksualnością napisała Anna Zadrożyńska w 1981 r. Obecnie antropologią seksualności zajmują się m.in. Monika Baer z Uniwersytetu Wrocławskiego oraz Renata Hryciuk i Agnieszka Kościańska z Uniwersytetu Warszawskiego.

## Tożsamości seksualne

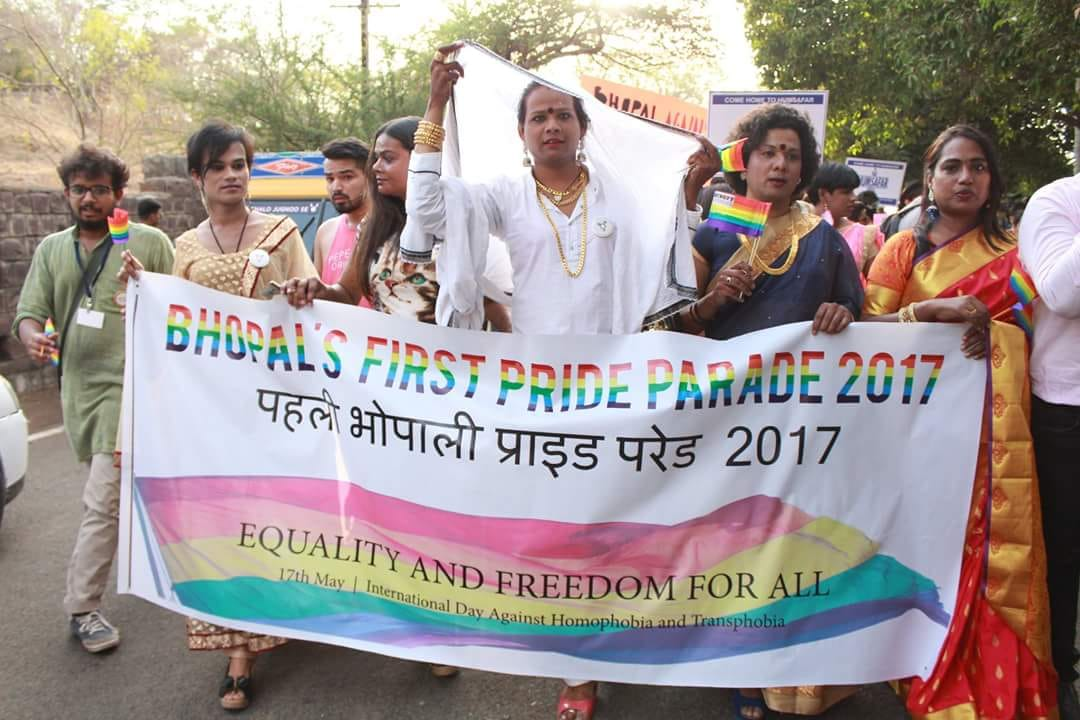
Przykład tworzenia się subkultury LGBT – pierwsza parada równości w mieście Bhopal (Indie) w 2017 roku

### Orientacje seksualne
Antropolodzy nie stworzyli własnych teorii na temat homoseksualności, korzystali z teorii innych dyscyplin naukowych. Powstały one na bazie badań przeprowadzonych w Europie lub Stanach Zjednoczonych i nie zawsze okazywały się przydatne przy analizowaniu innych kultur. Badania skupiają się zazwyczaj na dynamice społecznej i emicznych kategoriach zachowań homoseksualnych. W różnych kulturach ze względu na panujący system norm i wartości osoby homoseksualne jednoczą się, by zaspokoić swoje potrzeby oraz tworzą subkultury, jeżeli są mniejszością określaną i stygmatyzowaną przez swoje preferencje seksualne.

Studia nad kobiecą homoseksualnością są mniej rozwinięte niż studia nad męską homoseksualnością, powstało mniej prac etnograficznych i prób jej teoretycznego zrozumienia. Niektórzy badacze zakładali, że homoseksualne relacje między kobietami są aktem oporu przeciw patriarchalnej dominacji, sprzeciwem wobec obowiązujących norm oraz przełamaniem tabu, jednak w wielu badaniach nie udało się tego potwierdzić. Jedną z najważniejszych badaczek jest Evelyn Blackwood, która uważa, że na kobiecą homoseksualność nie powinno patrzeć się jak na lustrzane odbicie męskiej homoseksualności, ponieważ różnice w postrzeganiu płci istnieją również w tym aspekcie. Opis kobiecej homoseksualności znajduje się u Edwarda Evansa-Pritcharda, który zajmował się badaniem Azande z północno-środkowej Afryki. Podczas ceremonii bagburu zamężne kobiety publicznie oświadczały, że są partnerkami i dają sobie pierwszeństwo w handlu oraz innych potrzebach, co poszerzało i umacniało ich sieci społeczne. Starsze kobiety radziły nie ingerować mężom, którzy podejrzewali erotyczny aspekt tych związków. W Chinach jawna homoseksualność jest rzadka, ale Andrea Sankar w 1981 r. opisała jej przykład w kobiecej komunie na prowincji Guangdong. Kobiety wchodziły w związki emocjonalne i seksualne, które formalizowały podczas specjalnego rytuału. Odmówiły zawarcia heteroseksualnych małżeństw, ponieważ mężczyźni byli uprawnieni do kontrolowania żon i majątku rodzinnego. Zwykle łączyły swoje dochody i ustanawiały fundusz na pokrycie leczenia, emerytur i obrzędów pogrzebowych. Rodziny oraz ludzie z zewnątrz interpretowali te działania jako odrzucenie mężczyzn i heteroseksualności na korzyść przyjaźni i relacji erotycznych z innymi kobietami. Podobne relacje opisuje Gill Shepherd w 1987 r. na przykładzie Kenii. Związki z zamożnymi kobietami były zawierane w celu uniknięcia ekonomicznych konsekwencji heteroseksualnego małżeństwa i miały wyzwolić od ograniczeń nakładanych przez patriarchalne społeczeństwo. Judith Gay w 1985 r. pisała o związkach występujących pomiędzy starszymi i młodszymi nastolatkami w Lesotho. Starsze dziewczynki nazywane były „mamami”, a młodsze „dziećmi”. Relacje te były częścią dorastania oraz nauką obowiązków i przyjemności wynikających ze związków. „Mamy” często miały również męskiego partnera, z którymi następnie zawierały heteroseksualne małżeństwo. Walter A. Brown, Ivor Jones i David Horne twierdzą, że w Australii i Polinezji nie występują istotne zachowania homoseksualne wśród mężczyzn. Nie wszyscy badacze się z tym zgadzają. Laurie Gluckman uważa, że wśród nowozelandzkich Maorysów przed kontaktem z Europejczykami homoseksualne zachowania były rzadkie, obecnie jednak są powszechne zarówno wśród kobiet, jak i mężczyzn. Blackwood w oparciu o etnograficzne relacje na temat kultur pacyficznych spekuluje, że kobieca homoseksualność już wcześniej była powszechna, czego doszukuje się w seksualnych zabawach nastolatków, bliskich przyjaźniach oraz przypadkach zrytualizowanej kobiecej homoseksualności.     

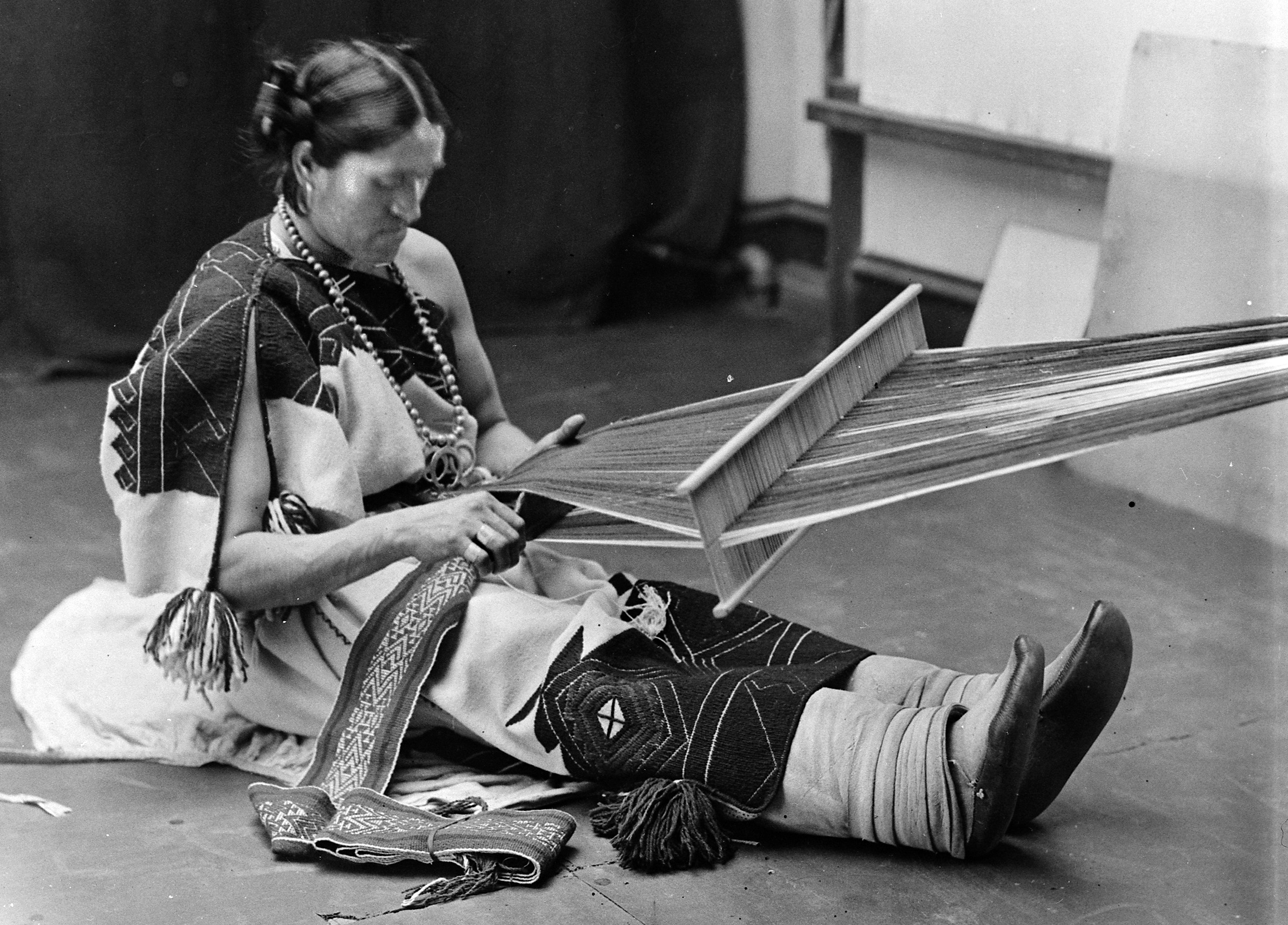
Tkający Berdache

Badania homoseksualności w Ameryce Łacińskiej dotyczą głównie mężczyzn w Meksyku i Brazylii. Joseph M. Carrier oraz Clark L. Taylor pisali o niskim statusie społecznym oraz stygmatyzacji osób homoseksualnych w Meksyku, wynikających z istniejących norm płciowych, w których dużą rolę odgrywa męskość. Peter Fry, Ruth Landes oraz Richard G. Parker pisali o męskich i kobiecych zachowaniach homoseksualnych, mających miejsce w ramach uczestnictwa w kultach w Brazylii. W badaniach krajów Ameryki Łacińskiej zwracano uwagę na istotność rozróżniania roli aktywnej i roli pasywnej. Mężczyźni przyjmujący rolę pasywną byli postrzegani jako zniewieściali, natomiast ich aktywni partnerzy zwykle nie byli kategoryzowani jako homoseksualiści. Opisy homoseksualności często powiązane były z rolami płciowymi lub społecznymi oczekiwaniami i ograniczeniami, a nie konkretnymi doświadczeniami pożądania, przyjemności czy bólu. Jako jeden z pierwszych wziął to pod uwagę Gilbert Herdt, który w 1981 r. opisał rytuał przejścia plemienia Sambia z Papui-Nowej Gwinei. Składało się na niego m.in. połykanie nasienia starszych mężczyzn przez młodych chłopców. W oparciu o pracę Margaret Mead na temat męskości powstającej z dominujących postaw, przyjął perspektywę psychodynamiczną, w której łączył projekcje męskich fantazji, symboliczną aktywność i subiektywne doświadczenia emocjonalne chłopców. W 1997 r. Stephen Murray oraz inni badacze Melanezji stwierdzili jednak, że tym praktykom rytualnym nie towarzyszą żadne erotyczne uczucia, dlatego należy mówić raczej o zachowaniach „jednopłciowych” niż „homoseksualnych” oraz dekonstrukcji postrzegania ich jako seksualnych. Jeffrey Weeks, na podstawie koncepcji Mary McIntosh, wprowadza rozróżnienie pomiędzy zachowaniem homoseksualnym, które uznaje za uniwersalne, a tożsamością homoseksualną, którą uznaje za historycznie i kulturowo tworzoną.    

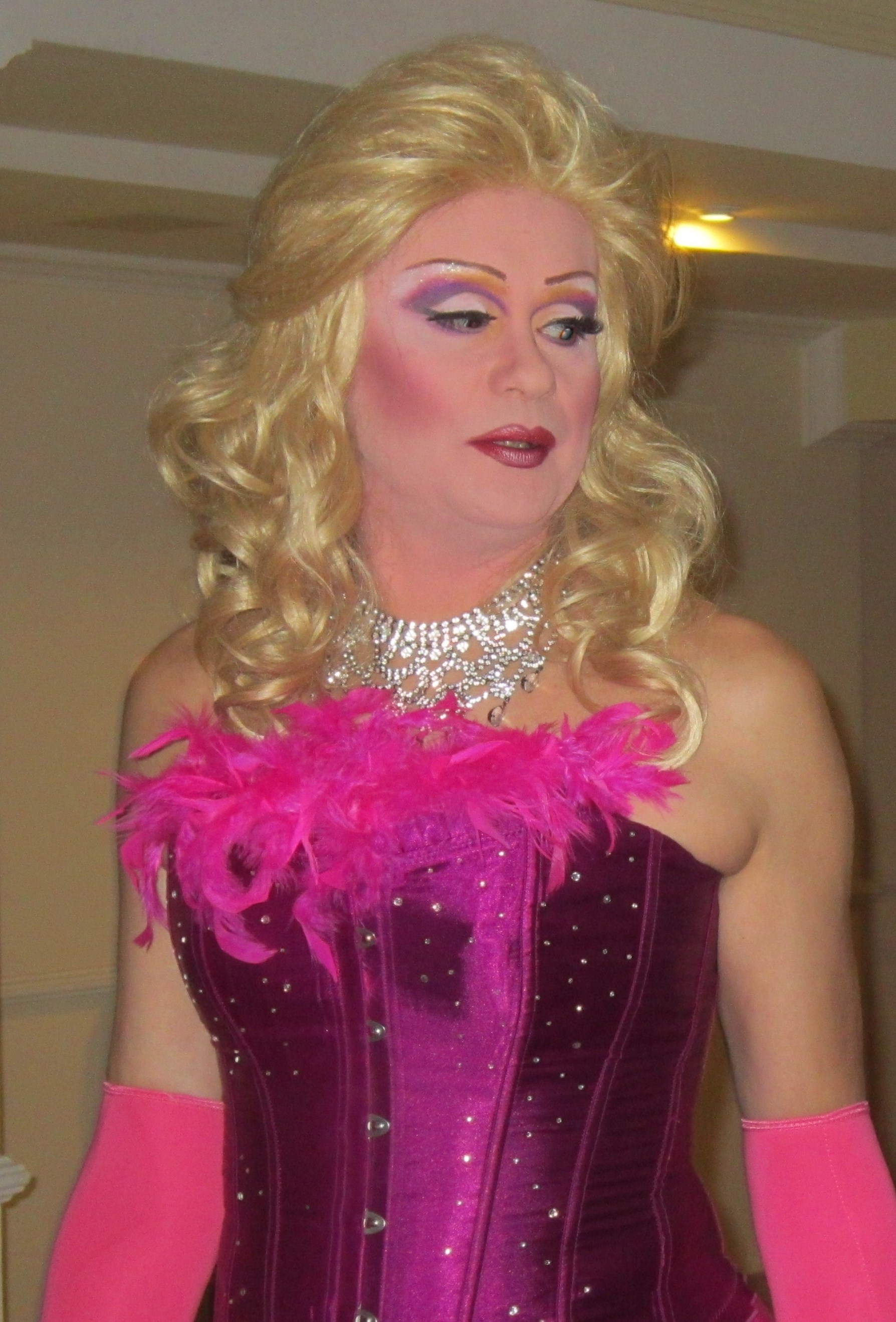
Drag queen

### Tożsamości płciowe
Jedna z pierwszych w antropologii wzmianek o niestandardowych tożsamościach płciowych znajduje się w pracy Edith Durham z 1910 r. o Albanii, gdzie wspomina dziewice Kanunu. Jedną z najczęściej opisywanych społeczności są Berdache, rdzenni mieszkańcy Ameryki Północnej. George Devereux opisał ich zwyczaje w 1937 r. Pisali o nich też m.in. Harriet Whitehead w 1981 r. oraz David F. Greenberg w 1985 r. Grupę tę porównywano również z innymi, np. w 1938 r. James Peacock w opisie męskich aktorek z grup teatralnych na Jawie oraz w 1990 r. Serena Nanda w pracy o Hidźra w Indiach. Donn V. Hart w 1968 r. opisywał społeczność Bayot na Filipinach. Zajmują się oni prostytucją, ale ich celem jest stała relacja romantyczna. Nie wydaje się, by pełnili jakąś szczególną rolę religijną, ale zazwyczaj nie są też stygmatyzowani. David Rymph w 1974 r. opisał Muxe z Meksyku. Za jedną z najważniejszych badaczek uznaje się Unni Wikan, która przedstawiała grupę Khanith, mieszkającą w Omanie. W swoich pracach do ich określenia używała terminu trzecia płeć. Zainicjowała trwającą wciąż debatę na temat tego, jak powinno się przedstawiać trzecią płeć w pracach naukowych. Często była kategoryzowana jako parodia lub fetysz, a także łączona z homoseksualnością i transpłciowością, co uniemożliwiało jej całościowe i rzeczywiste opisanie. Obecnie określenie „trzecia płeć” nie jest już uznawane za prawidłowe. W dyskusjach pojawia się również kwestia tego, jak członkowie transpłciowych społeczności sami angażują się w ich ukulturowienie, tworzenie nowych form praktykowania i sposobów postrzegania jako tożsamości. Esther Newton opisywała drag queens jako osoby parodiujące normatywne role płciowe, a Anne Bolin osoby transpłciowe jako stygmatyzowaną mniejszość.

## Społeczne skutki badań nad seksualnością
Antropologia może przyczyniać się do rzeczywistej zmiany społecznej dzięki metodom badań, które wykorzystuje, m.in. obserwacji uczestniczącej i wywiadom pogłębionym. Niektórzy antropolodzy wspólnie z badanymi definiują też cel badania, którym staje się interwencja, a nie obserwacja lub analiza. Zmiana społeczna może nastąpić dzięki postawieniu nowych pytań, a tym samym pojawieniu się nowych problemów badawczych oraz powstaniu nowych teorii. Wyniki przeprowadzonych badań mogą wskazać najlepsze sposoby działania w odniesieniu do konkretnych problemów. Tym samym mogą przyczynić się do poprawy działania instytucji społecznych i państwowych, a także do zmiany polityki społecznej oraz prawa.

### Prawa człowieka
Sposób rozumienia seksualności wpływa na respektowanie praw seksualnych określanych przez Powszechną Deklarację Praw Seksualnych. Według Alice M. Miller nieprzestrzeganie ich jest efektem problemów z definiowaniem seksualności widzianej przez pryzmat heteroseksualny i łączonej z funkcją reprodukcyjną. Może się to zmienić dzięki koncepcjom konstruktywistycznym i badaniom empirycznym. Połączenie praw seksualnych z prawami reprodukcyjnym sprawia, że są postrzegane jako ich podkategoria. Przez to ochroną prawną nie są objęte osoby o niestandardowych tożsamościach seksualnych, niereprodukcyjnych zachowaniach seksualnych, osoby w wieku poreprodukcyjnym oraz mężczyźni. Znajdują się oni jednak pod wpływem regulacji moralnych, religijnych lub kryminalnych. Prawa seksualne powinny obejmować wszystkich ludzi, a podstawowe aspekty, które muszą zabezpieczać to integralność i autonomia, równość i brak dyskryminacji, zdrowie oraz uwłasnowolnienie. Obecnie indywidualne sprawy związane z przestrzeganiem praw seksualnych często rozwiązywane są przez odniesienie do praw człowieka zawartych w Powszechnej Deklaracji Praw Człowieka. Prawo nie zawsze łączy się z przyjemnością seksualną. Widoczne jest to np. w kontekście małżeństwa i rodziny. Przyjmuje się, że prawo do przyjemności seksualnej w ramach wzajemnej zgody jest częścią prawa kobiet do rozmnażania się. Jednak w niektórych kulturach seks małżeński bez zgody jest legalny. Istniejące prawa nakładające ograniczenia na aktywność seksualną nie zawsze są zgodne również z indywidualnymi potrzebami. Przykładem są prawa dotyczące bestialstwa i zoofilii, które zmieniały się na przestrzeni lat, odzwierciedlając zmieniające się poglądy na temat dobrostanu zwierząt, przestępstw seksualnych i dopuszczalnych przyjemności.

### Epidemia HIV/AIDS
Epidemia HIV/AIDS przyczyniła się do intensyfikacji badań nad ludzką seksualnością. Naukowcy polegali na badaniach ankietowych, poszukując informacji na temat częstotliwości i charakteru zachowań seksualnych, co groziło powrotem esencjalizmu i biomedycznego podejścia do seksualności. Powszechne przekonanie o niezależności nauki, szacunek dla medycyny, a także wysoki status lekarzy, pochodzących z uprzywilejowanych grup klasowych, płciowych i rasowych, przyczyniły się do dominacji wstępnych teorii oraz utwierdzania stereotypów. Początkowo myślano, że choroba dotyka wyłącznie gejów i Haitańczyków, a później także osób zażywających dożylnie narkotyki oraz chorych na hemofilię. W ten sposób powstały tzw. grupy ryzyka. Odkrycie sposobów zakażania HIV naraziło osoby chore na oceny moralne, a obecność AIDS w Afryce stała się podstawą głoszenia rasistowskich poglądów. Biomedyczne teorie zakładały konieczny związek między pożądaniem seksualnym, zachowaniami seksualnymi i tożsamością seksualną. Antropologia przyczyniła się do zrozumienia złożonych związków między zachowaniami seksualnymi a tożsamością seksualną i udowodniła, że dotychczas istniejące kategorie tylko w niewielkiej części mogły wyjaśnić złożoność i różnorodność doświadczeń seksualnych. Antropolodzy przekonywali, że zarówno osoby z grup ryzyka, jak i spoza nich, mogą zachowywać się w różny sposób, zwracali uwagę na złożoność kultur, sprzeciwiali się rasizmowi i mówili o destrukcyjnych pozostałościach kolonializmu oraz powiązali chorobę z nierównościami społecznymi i ekonomicznymi. Dzięki temu światowe programy profilaktyki przestały mówić o grupach ryzyka, a zaczęły o ryzykownych zachowaniach. Antropolodzy zwracali jednak uwagę, że ubóstwo prowadzi do podejmowania ryzykownych zachowań seksualnych w zamian za korzyści materialne, a także krytykowali nadmierny nacisk na odpowiedzialność jednostki obecny w literaturze oraz działaniach zapobiegawczych. Badania wykazały, że sama wiedza i świadomość zagrożenia może nie być wystarczająca, ponieważ nie gwarantuje możliwości całościowego decydowania o zachowaniach seksualnych, na które mogą wpływać bieda, rasizm lub homofobia. Pominięcie aspektów kulturalnych, społecznych i politycznych utrudniało przeciwdziałanie ryzykownym zachowaniom seksualnym. Samoświadome przywództwo i udział homoseksualistów w prowadzeniu kampanii na rzecz bezpieczniejszego seksu pokazuje, że jednostki aktywnie uczestniczą w tworzeniu i zmianie znaczeń kulturowych i erotycznych, szczególnie, gdy ich one dotyczą. Tematy te porusza w swoich pracach np. Paul Farmer.